# Saint-Paul (Gironde)
Saint-Paul település Franciaországban, Gironde megyében. Lakosainak száma 1032 fő (2022. január 1.). Saint-Paul Cartelègue, Berson, Campugnan, Cars, Générac, Mazion, Saint-Girons-d’Aiguevives, Saint-Martin-Lacaussade és Saint-Seurin-de-Cursac községekkel határos.

## Népesség
A település népessége az elmúlt években az alábbi módon változott:
| Lakosok száma | 750  | 777  | 831  | 869  | 942  | 926  | 935  | 977  | 996  | 1032 |
|               | 1968 | 1982 | 1990 | 2006 | 2013 | 2015 | 2017 | 2019 | 2020 | 2022 |